# Opération Kanaung
Guerre civile de 2021-2023 en Birmanie
Batailles
- Conflit armé birman
- Coup d'État de 2021 en Birmanie
- Manifestations de 2021-2022 en Birmanie
  - Mort de Mya Thwe Thwe Khine (en)
  - Mort de Kyal Sin (en)

- Chin (en)
- Zone sèche (en)
- État de Rakhine (en)

- Tentative d'assassinat de Bai Yingneng (en)
- Alaw Bum
- Kalay
- Thapyayaye
- Taze (en)
- Naungmon (en)
- Thaw Le Hta
- Mindat (en)
- Muse (en)
- Mandalay (en)
- Myin Thar (en)
- Myawaddy (en)
- Route nationale 8
- 1re Loikaw (en)
- 1re Demoso

- Kachinthay (en)
- Lay Kay Kaw (en)
- Hnan Khar
- Rivière Chindwin (en)
- 2e Demoso (en)
- 2e Loikaw (en)
- Thantlang
- Pekon (en)
- Khin-U (en)
- Assassinat de Ohn Thwin
- Kawkareik
- Ti Bwar

- Konarpara (en)
- Mese (en)
- Shwe Kokko
- Kanaung
- Taungthaman (en)

- 1027
  - Chinshwehaw (en)
  - Namhsan (en)
  - Laukkai
  - Kaladan
  - Lashio
- 3e Loikaw (en)
  - 1107
- Kyindwe (en)
- Kachin (en)
  - Bhamo (en)
- Myawaddy
- Rakhine
  - Ann
  - Maungdaw
  - Kyaukphyu (en)
- Confrérie Chin (en)
  - Falam
- Assassinat d'Ashin Munindabhivamsa (en)
- Budalin
- Myingyan (en)
- Ngape (en)
- Katha (en)

- Hlaingthaya
- Pégou
- Tabayin (en)
- Mo So
- Mon Taing Pin (en)
- Let Yet Kone
- Meurtre de Saw Tun Moe
- Hpakant
- Tar Taing
- Pazigyi
- Pinlaung
- Laiza
- Buthidaung
- Byian Phyu
- Oe Htein Kwin

L'opération Kanaung (birman : ကနောင်စစ်ဆင်ရေး) est une opération conjointe contre le Conseil administratif d'État menée par le Front de libération de l'État de Palaung (en), l'Armée de libération nationale Ta'ang et la Force de défense populaire de Mandalay du gouvernement d'unité nationale de la Birmanie,,.

## Opération
L'opération a duré de juillet à septembre 2023 et il a été rapporté que 76 soldats de la junte ont été tués, 19 ont été blessés et qu'une grande quantité d'armes et de munitions a été saisie.
La 99e division d'infanterie légère, la 101e division d'infanterie légère et le 1er commandement des opérations militaires de l'armée birmane ont été visés par l'opération.